# Weiyuan (häradshuvudort i Kina, Qinghai Sheng, lat 36,85, long 101,99)
Weiyuan (kinesiska: 威远, 互助土族自治县) är en häradshuvudort i Kina. Den ligger i provinsen Qinghai, i den nordvästra delen av landet, omkring 32 kilometer nordost om provinshuvudstaden Xining. Antalet invånare är 356 437. Befolkningen består av 170 660 kvinnor och 185 777 män. Barn under 15 år utgör 19,0 %, vuxna 15-64 år 74 %, och äldre över 65 år 5,0 %.
Runt Weiyuan är det ganska tätbefolkat, med 116 invånare per kvadratkilometer. Weiyuan är det största samhället i trakten. Trakten runt Weiyuan består i huvudsak av gräsmarker.
Genomsnittlig årsnederbörd är 601 millimeter. Den regnigaste månaden är juli, med i genomsnitt 153 mm nederbörd, och den torraste är januari, med 2 mm nederbörd.